# Donghuishe (köpinghuvudort i Kina, Hebei Sheng, lat 38,25, long 114,09)
Donghuishe är en köpinghuvudort i Kina. Den ligger i provinsen Hebei, i den norra delen av landet, omkring 270 kilometer sydväst om huvudstaden Peking. Antalet invånare är 34 523. Befolkningen består av 16 679 kvinnor och 17 844 män. Barn under 15 år utgör 17,0 %, vuxna 15-64 år 74 %, och äldre över 65 år 7,0 %.
Runt Donghuishe är det ganska tätbefolkat, med 172 invånare per kvadratkilometer. Donghuishe är det största samhället i trakten. Trakten runt Donghuishe består till största delen av jordbruksmark.
Genomsnittlig årsnederbörd är 656 millimeter. Den regnigaste månaden är juli, med i genomsnitt 206 mm nederbörd, och den torraste är december, med 4 mm nederbörd.